# Italie aux Jeux mondiaux de 2017
Cet article contient des informations sur la participation et les résultats de l' Italie aux Jeux mondiaux de 2017 à Wrocław en Pologne.

## Médailles

### Or
| Sport               | Discipline                          | Sportifs |
| Médailles d'or : 16 |                                     | |
| Boules              | Hommes - Pétanque - Double          | Fabio Dutto Diego Rizzi                                                                                            |
| Boules              | Hommes - Raffa - Double             | Giuliano Di Nicola Gianluca Formicone                                                                              |
| Ju-jitsu            | Duo mixte                           | Sara Paganini (it) Michele Vallieri (it)                                                                           |
| Roller artistique   | Femmes                              | Silvia Nemessto |
| Roller artistique   | Hommes                              | Luca Lucaroni |
| Roller artistique   | Dance mixte                         | Italie- Elena Leoni - Alessandro Spigai                                                                            |
| Roller artistique   | Paire                               | Italie- Marco Garelli - Sara Venerucci (it)                                                                        |
| Roller de vitesse   | Femmes - Piste - 500 m Sprint       | Giulia Bonechi |
| Sauvetage sportif   | Femmes - 200 m Obstacles            | Silvia Meschiari                                                                                                   |
| Sauvetage sportif   | Femmes - 200 m Super sauveteur      | Silvia Meschiari                                                                                                   |
| Sauvetage sportif   | Hommes - 100 m Bouée tube           | Jacopo Musso (it)                                                                                                  |
| Sauvetage sportif   | Hommes - 100 m Mannequin palmes     | Jacopo Musso (it)                                                                                                  |
| Sauvetage sportif   | Hommes - 200 m Super sauveteur      | Daniele Sanna |
| Sauvetage sportif   | Hommes - Relais 4 x 50 m Bouée tube | Italie- Sacha Andrea Bartolo - Federico Gilardi (it) - Jacopo Musso (it) - Andrea Vittorio Piroddi - Daniele Sanna |
| Tir à l'arc         | Femmes - Arc nu                     | Cinzia Noziglia |
| Tir à l'arc         | Hommes - Arc classique              | Amedeo Tonelli (it)                                                                                                |

### Argent
| Sport                   | Discipline                               | Sportifs |
| Médailles d'argent : 13 |                                          | |
| Billard                 | Billard français                         | Marco Zanetti |
| Ju-jitsu                | Femmes - Combat -62 kg                   | Annalisa Cavarretta |
| Kayak-polo              | Tournoi masculin                         | Italie- Andrea Bertelloni - Edoarda Corvaia - Gianluca Distefano - Jan Erik Haack - Andrea Romano - Gianmarco Emanuele - Luca Bellini (it) - Marco Porzio |
| Nage avec palmes        | Hommes - Relais 4 x 100 m Surface        | Italie - Stefano Figini (ru) - Cesare Fumarola - Andrea Nava - Kevin Zanardi                                                                              |
| Roller artistique       | Dance mixte                              | Italie- Elena Leoni - Silvia Stibilj (it) |
| Roller artistique       | Paire                                    | Italie- Rebecca Tarlazzi - Luca Lucaroni |
| Roller de vitesse       | Hommes - Route - 10 000 m Course à point | Daniel Niero (it) |
| Roller de vitesse       | Hommes - Route - 20 000 m Élimination    | Daniel Niero (it) |
| Sauvetage sportif       | Femmes - 100 m Bouée tube                | Federica Volpini (it) |
| Sauvetage sportif       | Hommes - 100 m Mannequin palmes          | Andrea Vittorio Piroddi |
| Sauvetage sportif       | Hommes - 200 m Obstacles                 | Federico Gilardi (it) |
| Sauvetage sportif       | Hommes - 200 m Super sauveteur           | Federico Gilardi (it) |
| Sports aériens          | Vol à voile                              | Luca Bertossio (en) |

### Bronze
| Sport                     | Discipline                            | Sportifs |
| Médailles de bronze : 13  |                                       | |
| Boules                    | Femmes - Lyonnaise - Progressive      | Serena Traversa |
| Boules                    | Hommes - Lyonnaise - Tir de précision | Diego Rizzi |
| Danse sportive            | Salsa                                 | Serena Maso Simone Sanfilippo |
| Ju-jitsu                  | Combat - Femmes -55 kg                | Jessica Scricciolo |
| Karaté                    | Femmes - Kumite -55 kg                | Sara Cardin |
| Kayak-polo                | Tournoi féminin                       | Italie - Ada Prestipino - Maria Anna Szczepanska - Martina Anastasi - Roberta Catania - Chiara Trevisan - Silvia Cogoni - Maddalena Lago - Flavia Landolina |
| Nage avec palmes          | Hommes - 400m Surface                 | Davide De Ceglie (it) |
| Roller de vitesse         | Femmes - Piste - 500 m Sprint         | Giulia Bongiorno |
| Sauvetage sportif         | Femmes - 50 m Mannequin               | Cristina Leanza |
| Sauvetage sportif         | Femmes - 100 m Mannequin palmes       | Federica Volpini (it) |
| Ski nautique et wakeboard | Femmes - Wakeboard                    | Alice Virag |
| Ski nautique et wakeboard | Hommes - Slalom                       | Thomas Degasperi (en) |
| Tir à l'arc               | Femmes - Arc classique                | Jessica Tomasi |